# María Elena Swett
María Elena Swett Urquieta (Santiago, 11 de abril de 1979) es una actriz chilena.

## Biografía
Nació el 11 de abril de 1979 en Santiago de Chile. Es la segunda de las tres hijas del matrimonio formado por el odontólogo Guillermo Jorge Swett Pérez (1948-2024) y Gloria María Urquieta Cobo (1950-2021). Sus padres se separaron cuando era pequeña, y se reencontró con su padre durante la adolescencia.
Realizó sus estudios primarios en la escuela particular Nuestra Señora del Pilar, en Macul, y luego fue becada para estudiar la secundaria en la escuela católica Academia de Humanidades de los Padres Dominicos, en Recoleta, debido a su excelencia académica. Ingresó posteriormente a la Facultad de Comunicaciones de Duoc UC a estudiar Comunicación Escénica, egresando en 2001. Fue alumna de Herval Abreu.

## Carrera artística
Debutó en televisión en 1999, en la serie unitaria La otra cara del espejo de la cadena Mega, luego de ser invitada por su profesor Herval Abreu, quien era el director general. 
En 2002 firmó contrato con el Área Dramática de Canal 13, participando en cinco telenovelas producidas por Verónica Saquel, entre las que se encuentran Machos; dirigida por Abreu, Hippie; su primer rol protagónico, dirigida por el cineasta Cristián Galaz, Brujas, Descarado y Papi Ricky. En este período, logró popularidad con su papel en Brujas, posicionándose junto a Jorge Zabaleta como dúo protagónico del canal privado. 
Participó en el largometraje Rojo intenso (2007), donde compartió roles con el actor argentino Fabián Mazzei.
En 2008 firmó un exclusivo contrato con el Área Dramática de Televisión Nacional de Chile, protagonizado ocho telenovelas, cinco de estas siendo dúo con Zabaleta de las cuales destacan Hijos del Monte, Los Ángeles de Estela, La Familia de al Lado y Aquí Mando Yo. En el canal estatal, consolidó su carrera televisiva, posicionándose como actriz principal de la cadena pública en 2012. En 2018, luego de 10 años, el canal decidió no renovar su contrato. En 2016 según la publicación Primer plano fue una de las actrices mejores pagadas entre 2011 y 2015 con unas ganancias calculadas en $15 millones de pesos, sólo superada por Claudia Di Girolamo, Paz Bascuñán y Sigrid Alegría.
En 2019 firmó un contrato de seis meses con Mega para protagonizar 100 días para enamorarse.
En 2020 se estrenó la micro serie previamente grabada S.o.s mamis, que protagoniza junto a Paz Bascuñán, Loreto Aravena, Tamara Acosta y Jenny Cavallo. También, debido a la pandemia COVID-19, comenzó a hacer obras en línea por Zoom para The Cow Company junto a reconocidos actores chilenos.

## Otros proyectos
El 1 de diciembre de 2020, Swett lanzó su primer libro S.O.S. Mamis: el libro, que escribió junto a Paz Bascuñán, Loreto Aravena, Tamara Acosta y Jenny Cavallo. El 1 de noviembre de 2021, Swett estrenó el programa de concursos ¿Quién es la máscara? en Chilevisión, donde formó parte del jurado, junto a Cristian Riquelme, Macarena Pizarro y Cristián Sánchez durante tres temporadas.

## Vida personal
En 2003 inició una relación con el actor y empresario teatral Felipe Braun, a quien conoció en el rodaje de Machos. Braun y Swett contrajeron matrimonio en 2006, y se separaron en abril de 2010. Tras el mediático término, Swett y Braun mantienen una cordial relación.
En 2011 Swett inició una relación con el periodista estadounidense John Bowe, a quien conoció en Río de Janeiro en 2010. La pareja se separó en 2013. Ambos son padres de Santiago Bowe Swett (Mineápolis, 27 de junio de 2012). Héctor Morales es el padrino de bautizo de su hijo.
Entre mediados de 2021 y diciembre de 2023, Swett mantuvo una relación amorosa con el animador de televisión Julián Elfenbein, relación que inició en el programa ¿Quién es la máscara?, donde ella era parte del jurado y Elfenbein el animador.

### Escándalo mediático
En agosto de 2011, durante la promoción de Aquí mando yo, el quiebre matrimonial entre Swett y Braun sacudió la televisión, con Begoña Basauri señalada como la presunta responsable de la infidelidad de Braun, ocurrida en abril de 2010 en la fiesta de cumpleaños de Swett en Tunquén.
Swett sufrió un intenso acoso mediático por la prensa, mientras que Braun, tras un altercaos con los medios de espectáculos, se trasladó a Colombia. En 2012, Benjamín Cienfuegos, en defensa de Basauri, denunció públicamente a Felipe Braun por abuso sexual a través de una carta. Swett defendió a Braun, negando dichas acusaciones y abrió posibilidades de reconciliación con el actor. En 2020, Begoña Basauri reveló en una entrevista con Pancho Saavedra que había sido víctima de abuso por parte de Felipe Braun mientras se encontraba vulnerable debido al consumo de medicamentos y alcohol.

### Juicio por custodia legal
A fines de diciembre de 2022, María Elena Swett acordó enviar a su hijo Santiago a visitar a su padre, John Bowe, en Nueva York. El acuerdo era solo por las fiestas de fin de año. Sin embargo, el progenitor no permitió su retorno. Después de un año y tres meses de esa situación ilegal, perpetrada por el padre del niño, el 8 de abril de 2024 comenzó el juicio en una corte del Distrito Sur de la Ciudad de Nueva York, solicitado por la propia Swett para pedir la restitución del menor a su residencia habitual con ella, la titular legal de su cuidado personal, basándose en la Convención de La Haya para presentar la demanda.
El 7 de mayo de 2024, el juez estadounidense a cargo del caso dictaminó que el menor no sería regresado a Chile, ya que, después de tomar en consideración el testimonio del propio niño sobre dónde preferiría vivir y en función del interés superior del menor, el juez consideró que el niño estaba mejor social y psicológicamente en Nueva York con su padre que con su madre en Chile. Así, con este fallo de primera instancia en la jurisdicción estadounidense, Swett perdió la custodia legal de su hijo, quien por ahora reside con autorización en la Ciudad de Nueva York. Actualmente, Swett ha presentado la apelación de dicho fallo judicial.

### Salud
Swett padece de psoriasis. Es embajadora de Más allá de mi piel, comunidad que se abrió en 2019, para acompañar e informar sobre la psoriasis y la artritis psoriásica.

## Filmografía
| Año  | Título                        | Papel            | Ref.             |
| ---- | ----------------------------- | ---------------- | ---------------- |
| 2003 | XS, la peor talla             | Pamela           | Jorge López      |
| 2003 | El nominado                   | Sara             | Gabriel López    |
| 2006 | Mirageman                     | Karol Valdivieso | Ernesto Díaz     |
| 2007 | Rojo intenso                  | Laura            | Javier Elorrieta |
| 2022 | S.O.S. Mamis: La película     | Julia            | Gabriela Sobarzo |
| 2023 | S.O.S. Mamis: Mosquita muerta | Julia            | Gabriela Sobarzo |

## Televisión
| Año  | Título                   | Papel                              | Ref.         |
| ---- | ------------------------ | ---------------------------------- | ------------ |
| 2003 | Machos                   | Fernanda Garrido                   |              |
| 2004 | Hippie                   | Magdalena Arrieta                  |              |
| 2005 | Brujas                   | Cassandra García                   |              |
| 2006 | Descarado                | Verena Garretón / Silvina Garretón |              |
| 2007 | Papi Ricky               | Catalina Rivera                    |              |
| 2008 | Hijos del Monte          | Paula Del Monte                    |              |
| 2009 | Los ángeles de Estela    | Margarita Bobadilla                |              |
| 2010 | La familia de al lado    | Pilar Echenique                    |              |
| 2011 | Aquí mando yo            | Sofía Kuncar                       |              |
| 2013 | Socias                   | Inés Ventura                       |              |
| 2014 | El amor lo manejo yo     | Victoria Duque                     |              |
| 2015 | La poseída               | Olimpia Ruiz                       | 20 episodios |
| 2016 | El camionero             | Emma Kaulen                        |              |
| 2017 | Wena profe               | Bárbara Fernández                  |              |
| 2019 | 100 días para enamorarse | Laura Domínguez                    |              |
| 2023 | Dime con quién andas     | Karina Ayala                       |              |

| Año       | Título                  | Papel                   | Ref.         |
| --------- | ----------------------- | ----------------------- | ------------ |
| 1999-2000 | La otra cara del espejo | Bárbara / Julia         | 2 episodios  |
| 2002      | Más que amigos          | Bárbara Arteaga         |              |
| 2007      | Héroes                  | Francisca Segura y Ruiz |              |
| 2015      | Dueños del paraíso      | Vanesa Esparza          | 16 episodios |
| 2020      | S.O.S. Mamis            | Julia                   |              |

#### Programas
- La ruta de Shangri-la (2010) - Conductora
- XLV Festival del Huaso de Olmué (2014) - Jueza
- Lip Sync Chile (2015) - Participante Ganadora Primer Capítulo
- ¿Quién es la Máscara? (2021-2022) - Jurado

#### Publicidad
- Ripley (2003-2005) - Rostro de la tienda junto con Jorge Zabaleta, Felipe Braun, Kike Morande y Cindy Crawford
- Rotter & Krauss (2010) - Protagonista junto a Diego Muñoz
- Johnson (2011-2016)

## Teatro
- Amantes (2007) - Sara
- ¿Estás ahí? (2008) - Ana
- Canario (2011) - Annie
- S.o.s mamis: Reunión de emergencia (2020) - Julia
- El directorio (2020) - Luisa
- Divorcio express (2020) - Tamara
- S.o.s mamis: Los cuernos de Trini (2021) - Julia
- Servicio al cliente (2021) - Nora

## Premios y nominaciones
Premios APES
| Año  | Premio      | Categoría               | Producción | Resultado |
| ---- | ----------- | ----------------------- | ---------- | --------- |
| 2007 | Premio APES | Mejor actriz de soporte | Papi Ricky | Ganadora  |

Copihue de Oro
| Año  | Premio         | Categoría            | Producción           | Resultado |
| ---- | -------------- | -------------------- | -------------------- | --------- |
| 2011 | Copihue de Oro | Mejor actriz popular | Aquí mando yo        | Ganadora  |
| 2013 | Copihue de Oro | Mejor actriz popular | Socias               | Nominada  |
| 2014 | Copihue de Oro | Mejor actriz popular | El amor lo manejo yo | Ganadora  |
| 2016 | Copihue de Oro | Mejor actriz popular | El camionero         | Ganadora  |
| 2017 | Copihue de Oro | Mejor actriz popular | Wena profe           | Nominada  |

Otros premios y nominaciones
| Año  | Premio           | Categoría                            | Producción           | Resultado |
| ---- | ---------------- | ------------------------------------ | -------------------- | --------- |
| 2007 | BKN Awards       | Actriz + BKN                         | Papi Ricky           | Nominada  |
| 2011 | Premios Gold Tie | Premio a la trayectoria              | Aquí mando yo        | Nominado  |
| 2011 | Premios TV Grama | Mejor actriz de televisión           | Aquí mando yo        | Ganadora  |
| 2012 | Premios TV Grama | Mejor actriz de televisión           | Aquí mando yo        | Nominada  |
| 2013 | Premios TV Grama | Mejor actriz de televisión           | Socias               | Nominada  |
| 2014 | Premios TV Grama | Mejor actriz de televisión           | El amor lo manejo yo | Nominada  |
| 2014 | Premios Fotech   | Mejor actriz principal de teleseries | El amor lo manejo yo | Nominada  |